# Liebenfels
Liebenfels is een gemeente in de Oostenrijkse deelstaat Karinthië, en maakt deel uit van het district Sankt Veit an der Glan.
Liebenfels telt 3290 inwoners.
Althofen · Brückl · Deutsch-Griffen · Eberstein · Frauenstein · Friesach · Glödnitz · Gurk · Guttaring · Hüttenberg · Kappel am Krappfeld · Klein Sankt Paul · Liebenfels · Metnitz · Micheldorf · Mölbling · Sankt Georgen am Längsee · Sankt Veit an der Glan · Straßburg · Weitensfeld im Gurktal
- Gemeinsame Normdatei: 4527761-8
- MusicBrainz: defc9aeb-cb55-45d1-9800-8983c9a049e3
- Virtual International Authority File: 235666475
- WorldCat: E39PCjw9qcbtWRm8r6XVhbQpRq